# Iza Mlakar
Iza Mlakar (Slovenj Gradec, 14 novembre 1995) è un'ex pallavolista slovena, di ruolo opposto.

## Carriera

### Club
La carriera di Iza Mlakar inizia nella stagione 2012-13 nel Branik, nella 1. DOL slovena: resta legata al club di Maribor per sette annate, vincendo cinque scudetti e quattro Coppe di Slovenia.
Nella stagione 2019-20 viene ingaggiata dal AGIL di Novara, nella Serie A1 italiana; al termine dell'annata annuncia il proprio ritiro dall'attività agonistica.

### Nazionale
Iza Mlakar viene convocata nelle nazionali giovanili slovene: nel 2011 è in quella under 18, nel 2012 in quella under 19, nel 2013 in quella under 20 e nel 2017 in quella under 23, con cui si aggiudica la medaglia d'argento al campionato mondiale, dove viene premiata come miglior opposto.
Nel 2013 ottiene le prime convocazioni nella nazionale maggiore.

## Palmarès

### Club
- Campionato sloveno: 5

2012-13, 2013-14, 2016-17, 2017-18, 2018-19
- Coppa di Slovenia: 4

2014-15, 2015-16, 2016-17, 2017-18

### Nazionale (competizioni minori)
- Campionato mondiale under 23 2017

### Premi individuali
- 2017 - Campionato mondiale under 23: Miglior opposto